# LISA (sonda spaziale)
LISA (acronimo per Laser Interferometer Space Antenna) è una sonda spaziale coinvolta nel progetto eLISA, una missione spaziale attualmente in fase di progetto presso l'Agenzia Spaziale Europea (ESA), come parte del programma Cosmic Vision. 
La data di lancio è prevista per il 2037 con una vita operativa di quattro anni e una possibile estensione della missione di altri sei anni. Dal 2015 al 2017, la missione LISA Pathfinder ha contribuito a testare le tecnologie che verranno poi utilizzate nei 3 satelliti LISA.

## Scopo
Lo scopo del progetto è rilevare le onde gravitazionali generate da sistemi di stelle binarie all'interno della nostra galassia, la Via Lattea, da buchi neri supermassicci in altre galassie e dalla fusione tra buchi neri supermassicci. Il progetto ha l'intenzione di fornire nuovi dettagli sulla fusione fra buchi neri supermassicci, dare conferme sulla relatività generale di Einstein e fornire indicazioni sulla struttura dell'universo primordiale. Le onde considerate da LISA hanno una frequenza compresa tra 0,0001 e 1 Hz.

## Tecnologia

Rappresentazione delle orbite delle stazioni LISA e movimento periodico annuale dell' interferometro su un'orbita eliocentrica.

LISA è costituito da 3 satelliti artificiali posti ai vertici di un triangolo equilatero, separati tra loro da una distanza di 2,5 milioni di chilometri. Questa costellazione di satelliti si muoverà in un'orbita solare, alla distanza di 1 unità astronomica dal Sole e a circa 50 milioni di km dalla Terra. Tramite un interferometro laser la distanza reciproca verrà accuratamente misurata, ed eventuali piccolissimi cambiamenti potranno essere attribuiti ad onde gravitazionali di passaggio. I laser usati per la misurazione avranno una potenza di 1 watt, e saranno osservati tramite piccoli telescopi di 30 cm di diametro.
LISA sarà sensibile a onde gravitazionali a bassa frequenza, fra 0,1 mHz e 1 Hz; poiché non sarà affetto dai disturbi ambientali di origine terrestre, come i microsismi, potrà esplorare frequenze molto più basse di quelle a cui sono sensibili gli interferometri terrestri, come ad esempio Virgo e LIGO. 

## Obiettivi scientifici

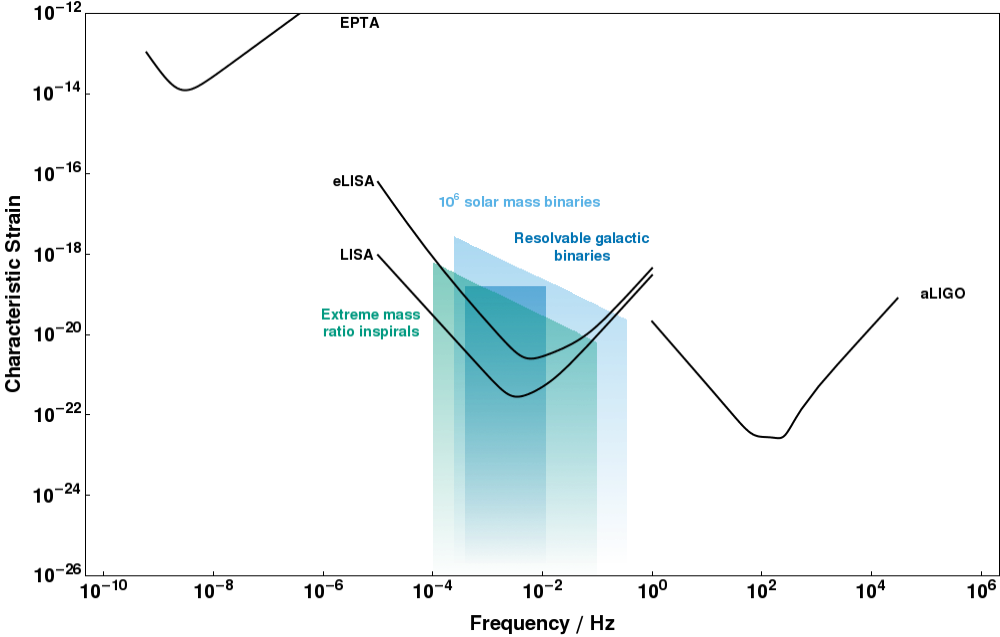
Curve di sensitività per LISA ed eLISA in funzione della frequenza, comparate ai segnali attesi. La banda di LISA è posizionata fra quelle di detector terrestri come Virgo o LIGO e Pulsar timing array come ePTA. Alcuni potenziali segnali astrofisici per LISA sono mostrati, per essere rilevabili devono apparire al di sopra della curva del detector in questo grafico.

L'astronomia delle onde gravitazionali utilizza misure dirette di onde gravitazionali per studiare i sistemi astrofisici che le generano, e per investigare la relatività generale. 
La banda di frequenza in cui LISA è più sensibile si trova attorno al milliHertz, per cui le sorgenti a cui è sensibile sono diverse da quelle degli interferometri terrestri. 

### Binarie galattiche
LISA sarà in grado di rilevare i segnali emessi da binarie di oggetti compatti (nane bianche, stelle di neutroni, buchi neri) nella Via Lattea. Mentre gli interferometri terrestri sono sensibili agli ultimi attimi dell'evoluzione di queste binarie, LISA li osserverà nella fase in cui la loro orbita è quasi stazionaria: i loro segnali sono onde continue con frequenze approssimativamente costanti, modulate dall'orbita di LISA.
Stando alle predizioni attuali, un numero estremamente alto di queste sorgenti saranno presenti nei dati di LISA, e circa 25000 di esse saranno individualmente distinguibili.
Periodi, masse e posizioni nel cielo di queste sorgenti saranno misurabili con grande precisione.

### Binarie di buchi neri massicci
La frequenza delle onde gravitazionali emesse da una binaria di buchi neri è inversamente proporzionale alla massa della stessa, dunque LISA sarà in grado di catturare la fusione di buchi neri supermassicci o di massa intermedia.
Questo potrebbe fornire nuove informazioni sulla storia della formazione di questi oggetti e gli ambienti in cui si trovano. 

### Binarie con rapporti di massa estremi
LISA potrà misurare segnali provenienti da buchi neri di origine stellare (con masse fra 5 e 100 volte quella del Sole) in orbita attorno a buchi neri intermedi o supermassicci, con masse più di mille volte più grandi.
La presenza di questi sistemi è predetta nei nuclei galattici e negli ammassi. I loro parametri sarebbero caratterizzati in modo molto preciso da LISA, e potrebbero fornire informazioni su eventuali deviazioni dalla metrica di Kerr per il buco nero centrale.